# Wight Seaplane
Wight Seaplane là một loại thủy phi cơ của Anh, do J Samuel White & Company Limited (Wight Aircraft). Chế tạo. Nó còn gọi là Admiralty Type 840.

## Quốc gia sử dụng
Anh Quốc
- Cục Không quân Hải quân Hoàng gia

## Tính năng kỹ chiến thuật (Seaplane)
Dữ liệu lấy từ The British Bomber since 1914 
Đặc điểm tổng quát
- Chiều dài: 41 ft 0 in (12,50 m)
- Sải cánh: 61 ft 0 in (18,59 m)
- Chiều cao:  ()
- Diện tích cánh: 568 ft² (52,8 m²)
- Trọng lượng rỗng: 3.408 lb (1.549 kg)
- Trọng lượng cất cánh tối đa: 4.810 lb (2.186 lb)
- Động cơ: 1 × Sunbeam, 225 hp (168 kw)

 Hiệu suất bay 
- Vận tốc cực đại: 81 mph (70 knot, 130 km/h)

Trang bị vũ khí

1 ngư lôi 810 lb (370 kg) 14 inch hoặc trọng lượng bom tương đương.